# N-Bromosukcynoimid
N-Bromosukcynoimid, N-bromoimid kwasu bursztynowego – organiczny związek chemiczny będący N-bromową pochodną imidu kwasu bursztynowego.
Używa się go między innymi w reakcjach addycji elektrofilowej i substytucji rodnikowej jako wygodne i bezpieczne źródło bromu. W obecności światła jest źródłem atomowego bromu i jego zastosowanie prowadzi do rodnikowego bromowania (np. grup alkilowych). W środowisku kwaśnym i w ciemności natomiast powoduje bromowanie na drodze substytucji elektrofilowej (formalnie jest donorem Br+
, bromuje w pierścieniu aromatycznym i w pozycji allilowej).